# Labergement-lès-Seurre
Labergement-lès-Seurre é uma comuna francesa na região administrativa da Borgonha-Franco-Condado, no departamento de Côte-d'Or. Estende-se por uma área de 29,07 km². Em 2010 a comuna tinha 1 020 habitantes (densidade: 35,1 hab./km²).